# 次妃 (明朝)
次妃是明朝皇太子、皇子妾室的封号。
明初，皇太子、皇子（封亲王者）有二妃，即正妃、次妃。永乐以后，仅见亲王次妃。

## 皇太子次妃
明朝洪武四年（1371年）四月，开国功臣常遇春之女常氏受封皇太子妃，成为皇太子朱标的正室。最早关于皇太子次妃的记载见于俞本著、李新峰笺证《纪事录笺证》。洪武五年（1372年），“朵只巴遣参政阿失宁朝京，以其女献为东宫次妃。上允，敕女官于兰州迎娶，遣礼部官设御宴于兰州待之。朵只巴在红楼子驻营，终不肯赴宴，寻领众遁于西宁”。《明太祖实录》对阿失宁来朝的记录简略，未提及此次不成功的联姻。
朱标继室吕氏原为次妃，后成为皇太子妃，亦是是第一位有记录的皇太子次妃。明仁宗朱高熾为太子时，有妾室郭氏。《明太宗实录》永乐九年的记录中，称郭氏为皇太子庶妃，其妹为汉王庶妃，此处庶妃是否指皇太子次妃、亲王次妃，不详。

## 皇子次妃
明朝皇子成年后，封亲王。他们所纳親王妃，依其封号称某王妃。次妃类似，称某王次妃。亲王成婚纳妃的礼节，“并如皇太子”。除下旨冊封外，有納采、问名、纳吉、纳征、請期、醮戒、亲迎、合卺、朝见、盥馈程序。亲王纳次妃时，婚礼程序有所减少。“不传制，不发册，不亲迎。正副使行纳征礼，冠服拟唐、宋二品之制，仪仗视正妃稍减。”成婚当日，亲王皮弁服，引导妃谒奉先殿。亲王在东稍前，次妃在西稍后。礼毕入宫，亲王与正妃正坐，次妃诣亲王前四拜，“复诣正妃前四拜。次妃东坐，宴饮成礼。次日朝见，拜位如谒殿。谒中宫，不用枣栗腶修，馀并同。”
洪武八年十一月，开国功臣鄧愈之女邓氏为秦王朱樉次妃。当代研究者指出，此类亲王次妃，可称为“纳妃“。其后，册立的亲王次妃，多是亲王已生育子女的妾室，身份为亲王的宫女、女官等。由亲王向朝廷奏请后，册封为亲王次妃，即是“册妃”:185—186。